# Descendencia

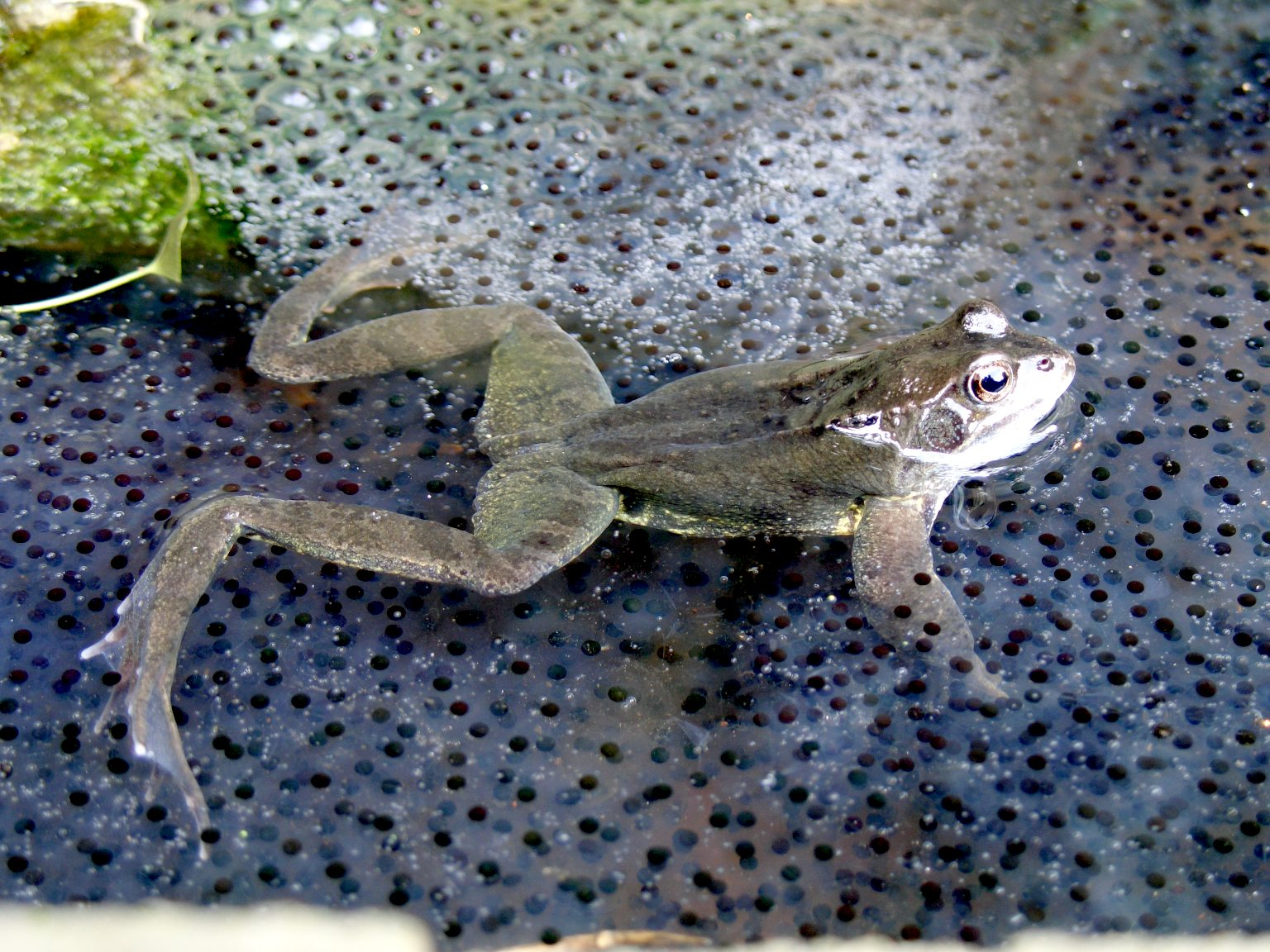
Una rana y unos huevos de su especie, un ejemplo de descendencia.

En biología, las crías o guacharros, la progenie, o la descendencia, es el resultado de la reproducción, es decir, el individuo o individuos producidos mediante la intervención de uno o más parentales. Por ejemplo, la progenie de los humanos, obtenida mediante reproducción sexual, son los niños; en cambio, para una bacteria que sufra fisión binaria, la progenie son las dos células hijas resultantes.
Cría es la denominación que se le da a los bebés dentro del reino animal, y en los seres humanos se reserva el término cría ya que no es adecuado decir cría a un bebé humano.
También se llama cría a la acción de criar animales, refiriéndose a la ganadería cuando se trata de animales domésticos con fines de producción, y a la zoocría, si se trata de especies silvestres en cautiverio o semicautiverio.

## Animales
- Los mamíferos se caracterizan por cuidar a sus crías, mediante el amamantamiento y alguno de ellos, los que son cazadores, cuando la cría esta más desarrollada les enseñan a cazar para sobrevivir, ejemplo de esto son los osos.
- La crías de un perro no deben separarse de la madre hasta las diez semanas, ya que el mismo necesita de los cuidados de su madre, que le da calor y lo alimenta a través de sus mamas, luego al separarlos y ya en manos de humanos la tarea que demanda es de mucha atención y esmero, ya que no solo hay que alimentarlos, sino que además hay que enseñarles a comportarse dentro de la vivienda, por ejemplo con la higiene y enseñarles a forjar su carácter.

### Animales que dan una sola cría
- Elefante
- Rinoceronte
- Delfín
- Jirafa
- Elefante marino
- Kiwi

### Animales que tienen más de una cría
- Felinos
- Caninos
- Porcinos
- Equinos
- Vacunos
- Ovinos
- Caprinos
- Roedores

## Seres humanos
En los seres humanos la descendencia es la norma que rige la filiación en los grupos sociales mediante los vínculos de parentesco. La descendencia es una forma de reconocimiento social del linaje o familia, que varía según la sociedad. Puede ser biológica o jurídica.
La descendencia biológica se puede transmitir a través del hombre o mujer (de forma bilateral) o sólo a través de uno de ellos (unilateral). La descendencia unilateral puede ser patrilineal o matrilineal. La descendencia jurídica es la transmisión de derechos y deberes, e incluye la herencia de la propiedad y la sucesión en una posición social. Ambas unen a una generación con la siguiente de forma sistemática.
Un clan lo constituye un grupo de personas que reconocen su descendencia de un antepasado común.

### En animales
- Animal de compañía
- Breeder
- Domesticación
- Ganado
- Incubación
- Nido
- Polluelo
- Zoocría

### En seres humanos
- Bebé
- Embarazo
- Infante
- Minoría de edad
- Niño
- Parto